# Пје ди Вја (Парма)
Пје ди Вја је насеље у Италији у округу Парма, региону Емилија-Ромања.
Према процени из 2011. у насељу је живело 51 становника. Насеље се налази на надморској висини од 226 м.